# Эрдман, Густав Фёдорович
Густав Фёдорович Эрдман (нем. Gustav Wilhelm Erdmann; 1818, Дерпт — 1883, Ревель) — русский морской офицер, вице-адмирал; главный командир портов Восточного океана и военный губернатор Приморской области Восточной Сибири (1875—1880).

## Биография
Родился в Дерпте 29 ноября (11 декабря) 1818 года в семье Фёдора Христофоровича Эрдмана (по другим данным родился 29 декабря).
Со 2 сентября 1830 года воспитывался в Морском кадетском корпусе; 23 декабря 1836 года был произведён в мичманы, ходил на кораблях «Св. Георгий Победоносец», «Император Пётр I», корвете «Наварин», кораблях «Россия», «Лефорт» и «Нарва» по портам Балтийского и Немецкого морей; 19 апреля 1842 года произведён в лейтенанты, 6 декабря 1852 — в капитан-лейтенанты.
В 1854—1856 годах командовал пароходом «Ижора», курсировавшим между Петербургом и Кронштадтом; в 1856—1861 — почтовым пароходом «Владимир» (Кронштадт — Штеттин). В 1861 году произведён в капитаны 2-го ранга, в 1862 году уволен для службы на коммерческих судах; 22 сентября 1863 года «за 25 лет и 8 морских кампаний» награждён орденом Св. Владимира 4-й степени с бантом.
В 1862—1866 годах управлял нижегородской конторой пароходного общества «Самолёт»; 1 января 1864 года был произведён в капитаны 1-го ранга.

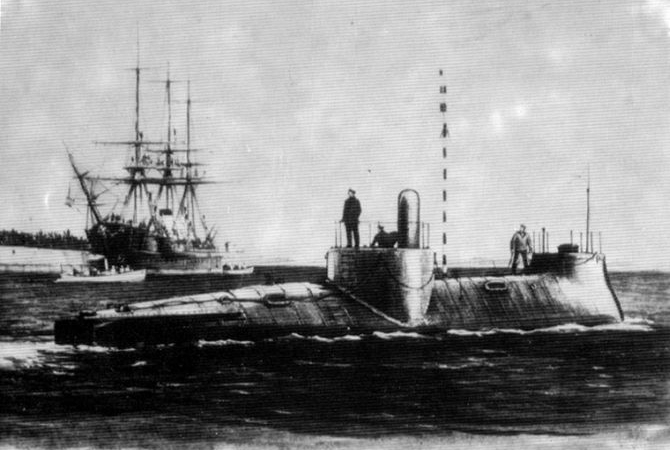
Подводная лодка Александровского

Был снова зачислен на действительную службу в 4-й флотский экипаж 21 апреля 1866 года. По 1868 год командовал подводной лодкой конструкции И. Ф. Александровского, первым выполнил на ней погружение, пробыв под водой 18 часов.
С 1868 года — командир винтовой лодки «Дождь», в 1869—1871 годах — командир 1-го флотского Его Императорского Высочества генерал-адмирала экипажа. 1 (13) января 1872 года произведён в контр-адмиралы с назначением младшим флагманом Балтийского флота; до середины 1875 года командовал отрядом броненосных судов в Балтийском море.
С 7 июля 1875 года — главный командир портов Восточного океана и военный губернатор Приморской области Восточной Сибири. Добился переноса во Владивосток главного порта и организовал его укрепление и вооружение в течение трёх лет. Посетил и ревизовал все подведомственные ему порты Восточной Сибири, держа свой флаг на пароходе-корвете «Америка», клипере «Абрек», лодке «Горностай» и шхуне «Тунгус».
Был назначен 9 июня 1880 года командиром Ревельского порта. В январе 1883 года подал в отставку по состоянию здоровья; скончался 28 января (9 февраля) 1883 года за три дня до увольнения, подписанного 31 января с производством его в вице-адмиралы.

## Награды
- орден Св. Владимира 4-й степени с бантом (1863)
- орден Св. Владимира 3-й степени
- орден Святого Станислава 1-й степени (1876)
- орден Святой Анны 1-й степени.

## Семья
Первый раз женился 5 октября 1848 года на Вильгельмине фон Унгерн-Штернберг (?—1865).
Вторая жена — Эвелина Юльевна (урожд. Белендорфф), первый председатель первого Благотворительного общества Владивостока и края (1875—1880).
Правнук — Эларт фон Коллани (род. 1.4.1944, Лодзь), немецкий математик.

## Избранные труды
- Временной тросовый руль американского шкипера Сантона // Морской Сборник / пер. с англ. — 1853.
- Новые сведения о гидравлическом двигателе Рутвена // Морской Сборник. — 1858.

## Память
- Полуостров Де-Фриз с 1880-х до 1930 года носил имя Г. Ф. Эрдмана[9][10][11].
- Имя Г. Ф. Эрдмана носит остров в вершинной части бухты Всадник Берингова моря[10] (Анадырский залив, бухта Провидения, название острову было присвоено в 1876 году экипажем клипера «Всадник»)[11].